# آرتور مارس
 آرتور مارس (آلمانی: Arthur March؛ زاده ۱۸۹۱ درگذشته ۱۹۵۷) یک فیزیک‌دان اهل اتریش بود.